# БГ (стихи, песни)
«БГ. Стихи, песни» — концертный альбом Бориса Гребенщикова. Запись квартирного концерта у Александра Сенина (барабанщика группы «Кофе») на 17-й линии Васильевского острова. Это была сессионная запись, практически без зрителей. За выступление БГ получил 10 руб.
Запись была произведена Сергеем Фирсовым и Виктором Исаковым на кассетную деку HITACHI.

## Стихи и песни
Автор музыки и текстов — БГ, кроме специально отмеченных.
1. Иннокентий (поэма в семи частях) (7:24) (Б.Гребенщиков, А.Айрапетян)
2. Картинки из сельской жизни (идеалистические стихи) (1:40)
3. Из альбома А.К. (0:42)
4. Географическое (0:36)
5. Басня № 1 (0:25)
6. Басня № 2 (0:27)
7. Сонет (1:46) (Б.Гребенщиков — А.Гуницкий)
8. Русская сюита (3:36) (Б.Гребенщиков — А.Гуницкий)
9. Ангел всенародного похмелья (2:55)
10. Сторож Сергеев (3:02)
11. Зачем? (2:02) (Б.Гребенщиков — А.Гуницкий)
12. Полукровка (2:00) (А.Вертинский)
13. Разве можно от женщины… (1:37) (А.Вертинский)
14. Минута на пути (1:35) (А.Вертинский — В.Рождественский)
15. Электричество (4:16)

## Стихи
Цикл стихов «Иннокентий» был написан Гребенщиковым совместно со звукорежиссёром Арменом (Маратом) Айрапетяном в 1974 году. «Географическое» было написано во время записи альбома «Треугольник», а позднее в 2002 году вышло на переиздании этого альбома уже как песня «Географическая». Дату написания остальных стихотворений установить с точностью до года не удалось. Все они были изданы в 2002 году в книге «БГ. Песни».
За два года до записи альбома цикл стихов «Иннокентий» был положен на музыку и записан Ольгой Першиной при содействии участников «Аквариума». Вплоть до 1994 года альбом «Иннокентий» имел хождение как магнитоальбом, позже был переиздан в рамках альбома Першиной «В объятиях джинсни» под названием «Страсти по Иннокентию».

## Песни
У каждой песни, исполненной на этом концерте, была дальнейшая судьба. «Сонет» был записан в студии Андрея Тропилло для альбома «Акустика», также эта песня выходила на сборнике «Библиотека Вавилона. История Аквариума — Том 4». «Русская сюита» вышла под названием «Русская симфония» в качестве бонус-трека к «Русскому альбому» БГ и на концертном альбоме «Письма капитана Воронина». Песня «Ангел всенародного похмелья» вышла на антологии «Библиотека Вавилона. История Аквариума — Том 4», а в 2007 году — на альбоме «Феодализм». Песня «Сторож Сергеев» была включена в альбом «Ихтиология», бонус-треки альбома «Радио Африка» и сборник «M.C.I.». Песня «Зачем?» вышла на альбоме «Пески Петербурга» в 1994 году. «Полукровка» и «Минута на пути» вошли в альбом Гребенщикова «Песни Александра Вертинского» 1994 года. Песня «Электричество» стала одной из ключевых песен на альбоме «День Серебра» 1984 года.